# Ямы (Новгородская область)
Ямы — деревня в Парфинском муниципальном районе Новгородской области, с апреля 2010 года входит в состав Федорковского сельского поселения, прежде входила в состав Лажинского сельского поселения.
Деревня расположена в Приильменской низменности, в нескольких километрах от восточного побережья озера Ильмень, с восточной стороны автодороги, соединяющей автомагистраль М10 с железнодорожной станцией в посёлке Пола (через Дубровы), а также с посёлком Парфино (через Навелье), в 1,5 км к юго-востоку от Лажин.

## История
Когда в 1384 году новгородцы в очередной отказались платить «чёрный бор» московскому князю для Орды и захватили дань московского князя, собранную в северной части Новгородской земли, здесь в конце 1386 года находилась ставка Дмитрия Донского, пошедшего походом на Новгород.
Входила в Крестецкий уезд Новгородской губернии — относилась к Лажинской волости. В 1918 году Лажинская волость стала относится к Старорусскому уезду, а 2 мая 1922 года Крестецкий уезд был упразднён. С 1927 года, после упразднения Новгородской губернии, в составе Лычковского района Ленинградской области, а затем, с 3 августа 1939 года — Полавского района Ленинградской области (с 5 июля 1944 года — Новгородской области). С 1963 года в составе Старорусского района, а с 13 декабря 1968 года — в Парфинском районе.